# شادی (آلبوم)
شادی (ایتالیایی: Allegria) نخستین آلبوم استودیویی گروه موسیقی جیپسی کینگز است که در سال ۱۹۸۲ منتشر شد. این آلبوم و ماه آتشین آلبوم‌هایی متفاوت از بقیه آثار جیپسی کینگز بودند، چرا که موسیقی آن سنتی و بدون استفاده از آلات برقی بوده و تنها با گیتار، آواز و کف‌زدن اجرا شده‌اند.

## فهرست آهنگ‌ها و ترانه‌ها
| شماره | نام                             | مدت  |
| ----- | ------------------------------- | ---- |
| ۱.    | «رنج و توبه»                    | ۳:۰۰ |
| ۲.    | «شادی» (بی‌کلام)                 | ۲:۴۰ |
| ۳.    | «بانو»                          | ۳:۲۵ |
| ۴.    | «تنها»                          | ۲:۳۵ |
| ۵.    | «رویا» (بی‌کلام)                 | ۳:۲۰ |
| ۶.    | «جوبی جوبا (نسخهٔ اصلی آکوستیک)» | ۳:۵۰ |
| ۷.    | «یک عشق»                        | ۳:۴۶ |
| ۸.    | «پدر، مادر را نزن»              | ۳:۰۰ |
| ۹.    | «فرعون» (بی‌کلام)                | ۴:۰۰ |
| ۱۰.   | «اندوه»                         | ۳:۳۰ |
| ۱۱.   | «به خاطر بسپار»                 | ۴:۳۰ |

## گواهی‌نامه‌ها و فروش
| منطقه                            | گواهی | واحد گواهی‌شده/فروش |
| -------------------------------- | ----- | ------------------ |
| برزیل (پرو موزیکا برزیل)         | طلا   | ۱۰۰٬۰۰۰*           |
| فرانسه (اس‌ان‌ئی‌پی)                | طلا   | ۱۱۴٬۲۰۰            |
| ایالات متحده (آرآی‌ای‌ای)          | —     | ۲۱۶٬۰۰۰            |
| * رقم فروش تنها بر پایهٔ گواهی‌ها. |       |                    |